# 2003-as Giro d’Italia
A 2003-as Giro d’Italia volt a 86. olasz kerékpáros körverseny. Május 10-én kezdődött és június 1-jén ért véget.  Végső győztes az olasz Gilberto Simoni lett.

## Végeredmény
|    | Versenyző          | Csapat                  | Idő            |
| -- | ------------------ | ----------------------- | -------------- |
| 1  | Gilberto Simoni    | Saeco                   | 89 óra 32' 09" |
| 2  | Stefano Garzelli   | Vini Caldirola          | 7' 06"         |
| 3  | Jaroszlav Popovics | Landbouwkrediet-Colnago | 7' 11"         |
| 4  | Andrea Noè         | Alessio                 | 9' 24"         |
| 5  | Georg Totschnig    | Team Gerolsteiner       | 9' 42"         |
| 6  | Raimondas Rumšas   | Lampre-Caffita          | 9' 50"         |
| 7  | Dario Frigo        | Fassa Bortolo           | 10' 50"        |
| 8  | Serguei Gonchar    | De Nardi                | 14' 14"        |
| 9  | Franco Pellizotti  | Alessio                 | 14' 26"        |
| 10 | Eddy Mazzoleni     | Vini Caldirola          | 19' 21"        |